# Flagship Airlines
Flagship Airlines  war eine Fluggesellschaft mit Sitz in  Nashville, Tennessee in den Vereinigten Staaten von Amerika.

## Geschichte
Flagship Airlines geht auf Air Virginia zurück, eine regionale Zubringerfluggesellschaft, die später ihren Namen in AVAir änderte. AVAir war nach der Tragödie von AVAir-Flug 3378  schnell in die Insolvenz geraten. Die AMR Corporation gründete Nashville Eagle aus den Vermögenswerten von AVAir und Air Midwest. Flagship Airlines entstand am 1. Juni 1991 durch die Fusion von Command Airways mit Nashville Eagle.
Flagship Airlines führte Code-Sharing-Flüge für American Airlines unter dem Markennamen American Eagle durch. Die Fluggesellschaft bediente die Ostküste und die Bahamas von Drehkreuzen in Miami, Nashville, New York-JFK und Raleigh/Durham. Der Sitz in Raleigh/Durham wurde am 28. Dezember 1994 geschlossen.
Letztendlich fusionierte Flagship Airlines 1998 mit Simmons Airlines und Wings West Airlines zur American Eagle Airlines. Der frühere zweibuchstabige Simmons IATA-Code MQ wurde zur überlebenden Kennung der vereinten Fluggesellschaften. Im Jahr 2014 wurde die Fluggesellschaft in Envoy Air umbenannt.

## Flotte
Folgende Flugzeugtypen wurden verwendet:
- ATR 42
- ATR 72
- British Aerospace  Jetstream 31
- British Aerospace Jetstream 32
- Fairchild Swearingen Merlin IV/Metro
- Saab 340
- Short SD-330
- Short SD-360

## Zwischenfälle
- Am 13. Dezember 1994 kam es bei einer British Aerospace 3201 Jetstream 32 (flog als American Express) mit dem Luftfahrzeugkennzeichen N918AE zu einem Strömungsabriss. Das Flugzeug streifte einige Bäume und stürzte etwa 4 Seemeilen südwestlich der Schwelle der Landebahn des Raleigh-Durham International Airport ab. Die beiden Crewmitglieder und 13 von 18 Passagieren kamen ums Leben (siehe auch Flagship-Airlines-Flug 3379).[6]